# دونا أماتو
دونا أماتو (بالإنجليزية: Donna Amato)‏ هي عازفة بيانو أمريكية، ولدت في القرن العشرين في بيتسبرغ في الولايات المتحدة.

## وصلات خارجية
- دونا أماتو على موقع ميوزك برينز (الإنجليزية)
- دونا أماتو على موقع أول ميوزيك (الإنجليزية)
- دونا أماتو على موقع ديسكوغز (الإنجليزية)